# 華欣站
華欣站，是泰國中部巴蜀府華欣縣的一座鐵路車站，由泰國國家鐵路局管理，屬南線。華欣站這倆有展示一輛老式的305型鲍德温蒸汽机车。

## 歷史
南線差安-華欣區間於1911年11月25日開通，並華欣-王彭區間於1914年1月1日開通。原車站大樓建於1910年，並於1926年由甘烹碧王子公帕重建，成為如今的維多利亞式建築。
華欣站作為南線複軌計畫的一部分，改建為高架車站。車站於2023年12月11日通車。